# Rio Pardo (São Paulo)
Pour les articles homonymes, voir Rio Pardo (homonymie).

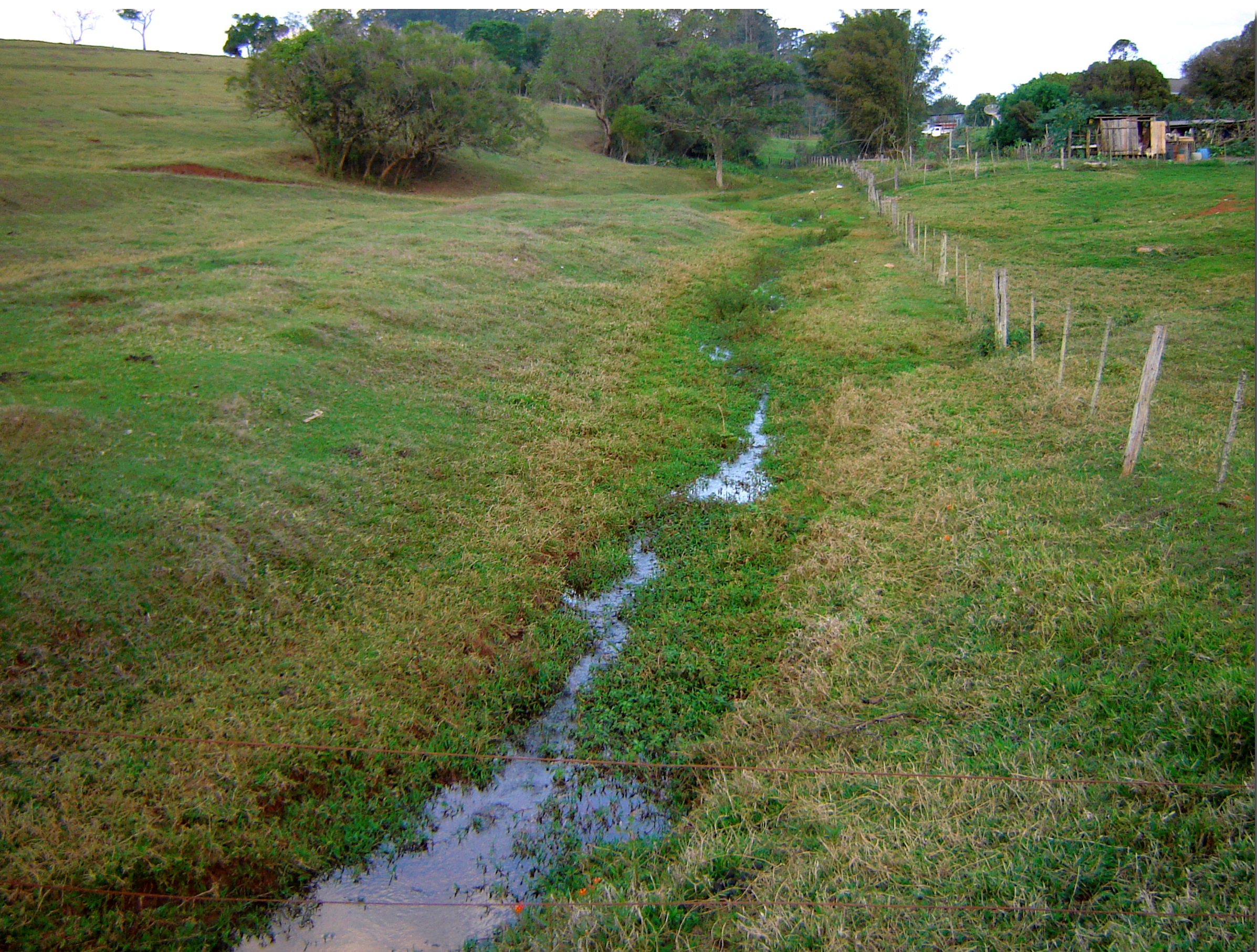
Sources du rio Pardo.

Le rio Pardo est un cours d'eau de l'État de São Paulo, qui prend sa source sur le territoire de la municipalité de Botucatu, dans ce même État.